# Deronectes delarouzei
Deronectes delarouzei là một loài bọ cánh cứng trong họ Bọ nước. Loài này được Jacquelin du Val miêu tả khoa học năm 1857.